# Neoscombrops atlanticus
Neoscombrops atlanticus è un pesce osseo di acqua salata appartenente alla famiglia Acropomatidae.